# Flughafen Montería

i8
i11
i13
Der Flughafen Montería (spanisch: El Aeropuerto Los Garzones; IATA-Code: MTR, ICAO-Code: SKMR) ist ein öffentlicher Flughafen 17 km von Montería, Córdoba, Kolumbien entfernt.

## Flughafendaten
Der Flughafen hat eine Asphaltpiste mit 1916 m Länge und 36 m Breite und liegt auf einer Seehöhe von 11 m.

## Geschichte
Der alte Flughafen San Jerónimo de Montería wurde 1937 auf dem Gelände eingeweiht, auf dem sich heute teilweise das Krankenhaus San Jerónimo und das Freizeitzentrum Tacasuán befinden. „Avianca“ nahm dort seinen Betrieb mit einer Douglas DC-3 auf.
Die Ankunft der Douglas DC-4, die eine längere Landebahn erforderte, führte in den 1960er Jahren zur Eröffnung des Flughafens Berástegui auf dem Grundstück des Anwesens „San Antonio“, das General Gustavo Rojas Pinilla gehörte. Der nächste Schritt war der Bau des heutigen Flughafens Los Garzones, der 1974 eingeweiht wurde.
Aeroportuario del Sureste erwarb 2017 die Konzession für den Betrieb des Flughafens, mit einer Mindestlaufzeit bis 2032 und maximaler Laufzeit bis 2048. Zuvor wurde er von Airplan betrieben.

## Flugbetrieb
Im Jahr 2018 wurden 930.000 Passagiere transportiert.
Avianca, Clic Air und Spirit Airlines sind die wichtigsten Fluggesellschaften, ⁣⁣die den Flughafen bedienen. Ab Ende 2025 sollen von hier internationale An- und Abflüge durchgeführt werden. Mit der Installation hochmoderner Sicherheitssysteme und der Anpassung neuer Räume werden die Bedürfnisse an internationale Passagiere angepasst.